# میاکو یاماگوچی
میاکو یاماگوچی (انگلیسی: Miyako Yamaguchi؛ زادهٔ ۳ فوریهٔ ۱۹۵۲) یک هنرپیشه اهل ژاپن است.